# The Voice Within
«The Voice Within» (с англ. — «Внутренний голос») — пятый и заключительный сингл американской певицы Кристины Агилеры из её четвёртого студийного альбома Stripped (2002), выпущенный 27 октября 2003 года. Сингл достиг 33 строчки Billboard Hot 100, 9 места в Великобритании и 19-го в Австралии. Клип на эту песню является единственным пока что черно-белым видео в видеографии Агилеры. Видео было представлено в трех номинациях премии 2004 MTV Video Music Awards: Лучшее Женское Видео, Выбор зрителя и Лучшая Кинематография.

## Информация о песне
The Voice Within была написана Агилерой и Гленом Баллардом, Альбомная версия несколько дольше, чем сингл, и плавно переходит в песню «I’m OK»
Сама Кристина не хотела, чтобы эта песня выходила 5-м синглом, так как хотела, чтобы это была песня Impossible, написанная и спродюсированная Алишей Кис. Однако лейбл исполнительницы RCA настоял на том, чтобы в праздничный сезон, как и год назад, это была баллада.

## Видеоклип
Клип на эту песню, снятый Дэвидом Лашапелем стал первым и, пока, последним чёрно-белым клипом Кристины. Кроме того, клип снят «одной камерой», то есть без монтажа. Весь клип Агилера находится в одной комнате, и, когда песня доходит до кульминации, она бежит через другие комнаты, выбегает из здания, и ложится на светящийся короб. Видео было снято в центре Лос-Анджелеса, Калифорния.

## Критика
После своего выхода сингл получил в целом положительные отзывы музыкальных критиков. Чак Тейлор из Billboard похвалил «захватывающую дух и органично струящуюся мелодию». Джош Кун из Spin назвал его балладой Селин Дион для подростков. Сал Чинквемани для журнала Slant написал положительный отзыв, назвав песню вдохновляющей балладой и похвалив мощный вокал Агилеры. CD Universe также высоко оценил вокал Агилеры и сравнил песню с работами Мэрайи Кэри. Критик Sputnikmusic Аманда Мюррей написала, что песня безвкусная, но в то же время мощная. Рэйчел Макрэди из Wetpaint похвалила вдохновляющую мелодию песни, заявив, что она  доводит ее до слез каждый раз, когда она ее слышит.

## Трек-лист
| №  | Название                                                   | Автор(ы)              | Длительность |
| -- | ---------------------------------------------------------- | --------------------- | ------------ |
| 1. | «The Voice Within» (Radio Edit)                            | Aguilera Glen Ballard | 4:15         |
| 2. | «Fighter» (Freelance Hellraister "Thug Pop" Extended Edit) | Aguilera Scott Storch | 5:11         |

| №  | Название           | Автор(ы)             | Длительность |
| -- | ------------------ | -------------------- | ------------ |
| 1. | «The Voice Within» | Aguilera Ballard     | 5:04         |
| 2. | «I'm OK»           | Aguilera Linda Perry | 5:18         |

| №  | Название                           | Автор(ы)         | Длительность |
| -- | ---------------------------------- | ---------------- | ------------ |
| 1. | «The Voice Within» (Album Version) | Aguilera Ballard | 5:04         |
| 2. | «Beautiful» (Fug Remix)            | Linda Perry      | 5:47         |
| 3. | «The Voice Within» (Video)         | Aguilera Ballard | 5:04         |
| 4. | «Photo Gallery»                    |                  |              |

| №  | Название                                                       | Автор(ы)                    | Длительность |
| -- | -------------------------------------------------------------- | --------------------------- | ------------ |
| 1. | «The Voice Within» (Album Version)                             | Aguilera Ballard            | 5:04         |
| 2. | «The Voice Within» (Radio Edit)                                | Aguilera Ballard            | 4:15         |
| 3. | «Beautiful» (Fug Remix)                                        | Perry                       | 5:47         |
| 4. | «Can't Hold Us Down» (featuring Lil' Kim) (Da Yard Riddim Mix) | Aguilera Storch Matt Morris | 4:16         |

| №  | Название                                                       | Автор(ы)               | Длительность |
| -- | -------------------------------------------------------------- | ---------------------- | ------------ |
| 1. | «The Voice Within» (Album Version)                             | Aguilera Ballard       | 5:04         |
| 2. | «Beautiful» (Fug Remix)                                        | Perry                  | 5:47         |
| 3. | «Can't Hold Us Down» (featuring Lil' Kim) (Da Yard Riddim Mix) | Aguilera Storch Morris | 4:16         |
| 4. | «Can't Hold Us Down» (featuring Lil' Kim) (Medasyn Mix)        | Aguilera Storch Morris | 4:11         |

## Чарты
| Чарт(2003–2004)                    | Высшая позиция |
| ---------------------------------- | -------------- |
| Австралия (ARIA)                   | 8              |
| Австрия (Ö3 Austria Top 40)        | 7              |
| Бельгия/Фландрия (Ultratop 50)     | 14             |
| Бельгия/Валлония (Ultratop 50)     | 40             |
| Canada (Canadian Singles Chart)    | 10             |
| СНГ (TopHit Airplay)               | 104            |
| Czech Republic (Rádio Top 50)      | 3              |
| Дания (Tracklisten)                | 9              |
| Europe (Eurochart Hot 100)         | 13             |
| Германия (GfK)                     | 13             |
| Венгрия (Rádiós Top 40)            | 8              |
| Iceland (Íslenski Listinn Topp 20) | 19             |
| Ирландия (IRMA)                    | 4              |
| Италия (FIMI)                      | 19             |
| Нидерланды (Dutch Top 40)          | 6              |
| Нидерланды (Single Top 100)        | 8              |
| Новая Зеландия (Recorded Music NZ) | 16             |
| Норвегия (VG-lista)                | 13             |
| Romania (Romanian Top 100)         | 48             |
| Шотландия (OCC Scotland)           | 10             |
| Швеция (Sverigetopplistan)         | 10             |
| Швейцария (Schweizer Hitparade)    | 3              |
| Великобритания (OCC UK Singles)    | 9              |
| US Billboard Hot 100               | 33             |
| США (Billboard Adult Contemporary) | 16             |
| США (Billboard Adult Pop Airplay)  | 33             |
| США (Billboard Pop Airplay)        | 11             |

| Чарт(2003)       | Позиция |
| ---------------- | ------- |
| Ireland (IRMA)   | 34      |
| UK Singles (OCC) | 195     |

| Чарт(2004)                        | Позиция |
| --------------------------------- | ------- |
| Austria (Ö3 Austria Top 40)       | 37      |
| Switzerland (Schweizer Hitparade) | 35      |